# أبو شكر (مينوبار)
أبو شكر هي قرية في ريف مينوبار قسم اروندكنار من مقاطعة عبادان، في محافظة محافظة خوزستان الإيرانية.
حسب إحصاءات سنة 2007، بلغ إجمالي السكان في أبو شكر 872 نسمة، منهم 431 رجل و441 امرأة. بلغ عدد المساكن في أبو شكر 183 مسكن. تشير الإحصاءات وجود 651 يستطيعون القراءة والكتابة، منهم 335 رجل و316 امرأة في هذه القرية. عدد الأميين 125 شخص، منهم 50 رجل امي و75 امرأة أمية.
| التقسيم الإداري | الأسم     | التعداد السكاني |
| البلد           | أيران     | 70,472,846      |
| المحافظة        | خوزستان   | 4,274,979       |
| المقاطعة        | آبادان    | 275126          |
| القسم           | اروندكنار | 25010           |
| الريف           | مينوبار   | 9800            |
| القرية          | أبو شكر   | 872             |